# Hernandria
Hernandria is een geslacht van hooiwagens uit de familie Gonyleptidae.
De wetenschappelijke naam Hernandria is voor het eerst geldig gepubliceerd door Banks in 1909. 

## Soorten
Hernandria omvat de volgende 2 soorten:
- Hernandria spinosa
- Hernandria ventralis